# Liste der Monuments historiques in Bessey-la-Cour
Die Liste der Monuments historiques in Bessey-la-Cour führt die Monuments historiques in der französischen Gemeinde Bessey-la-Cour auf.

## Liste der Objekte
| Bezeichnung                        | Beschreibung                                           | Standort                                    | Kennzeichnung | Schutzstatus | Datum | Bild |
| ---------------------------------- | ------------------------------------------------------ | ------------------------------------------- | ------------- | ------------ | ----- | ---- |
| Grabstein für Claude de Longeville | Kalkstein, bezeichnet 1584                             | in der Kirche St-Nazaire-et-St-Celse (Lage) | PM21000300    | Classé       | 1931  |      |
| Pietà                              | Holz, farbig gefasst, 16. Jahrhundert                  | in der Kirche St-Nazaire-et-St-Celse (Lage) | PM21000301    | Classé       | 1931  |      |
| Skulptur Maria Magdalena           | Holz, farbig gefasst, 16. Jahrhundert                  | in der Kirche St-Nazaire-et-St-Celse (Lage) | PM21000302    | Classé       | 1960  |      |
| Armreliquiar                       | Holz, farbig gefasst, 16. Jahrhundert                  | in der Kirche St-Nazaire-et-St-Celse (Lage) | PM21005208    | Inscrit      | 2019  |      |
| Kruzifix                           | Holz, farbig gefasst, 17. Jahrhundert, von Jean Dubois | in der Kirche St-Nazaire-et-St-Celse (Lage) | PM21005205    | Inscrit      | 2019  |      |
| Skulptur Heiliger Celsus von Trier | Holz, farbig gefasst, 16. Jahrhundert                  | in der Kirche St-Nazaire-et-St-Celse (Lage) | PM21005206    | Inscrit      | 2019  |      |
| Skulptur Heiliger Nazarius         | Stein, farbig gefasst, 16. Jahrhundert                 | in der Kirche St-Nazaire-et-St-Celse (Lage) | PM21005207    | Inscrit      | 2019  |      |